# Chikkayadachi, Hirekerur
Chikkayadachi là một làng thuộc tehsil Hirekerur, huyện Haveri, bang Karnataka, Ấn Độ.